# پایگاه شکاری ملی جکسن ایر
پایگاه شکاری ملی جکسن ایر (به انگلیسی: Jackson Air National Guard Base) یک فرودگاه است . این فرودگاه در شهر جکسون، میسیسیپی کشور ایالات متحده آمریکا قرار دارد .